# Mochlus
Mochlus es un género de lagartos perteneciente a la familia Scincidae. Se distribuyen por el África subsahariana.

## Especies
Según The Reptile Database:
- Mochlus afer (Peters, 1854)
- Mochlus brevicaudis (Greer, Grandison & Barbault, 1985)
- Mochlus grandisonianum (Lanza & Carfi, 1966)
- Mochlus guineensis (Peters, 1879)
- Mochlus mabuiiforme (Loveridge, 1935)
- Mochlus mocquardi (Chabanaud, 1917)
- Mochlus paedocarinatum (Lanza & Carfi, 1968)
- Mochlus productum (Boulenger, 1909)
- Mochlus simonettai (Lanza, 1979)
- Mochlus somalicum (Parker, 1942)
- Mochlus sundevalli (Smith, 1849)
- Mochlus tanae (Loveridge, 1935)
- Mochlus vinciguerrae (Parker, 1932)